# Canalul palatovaginal

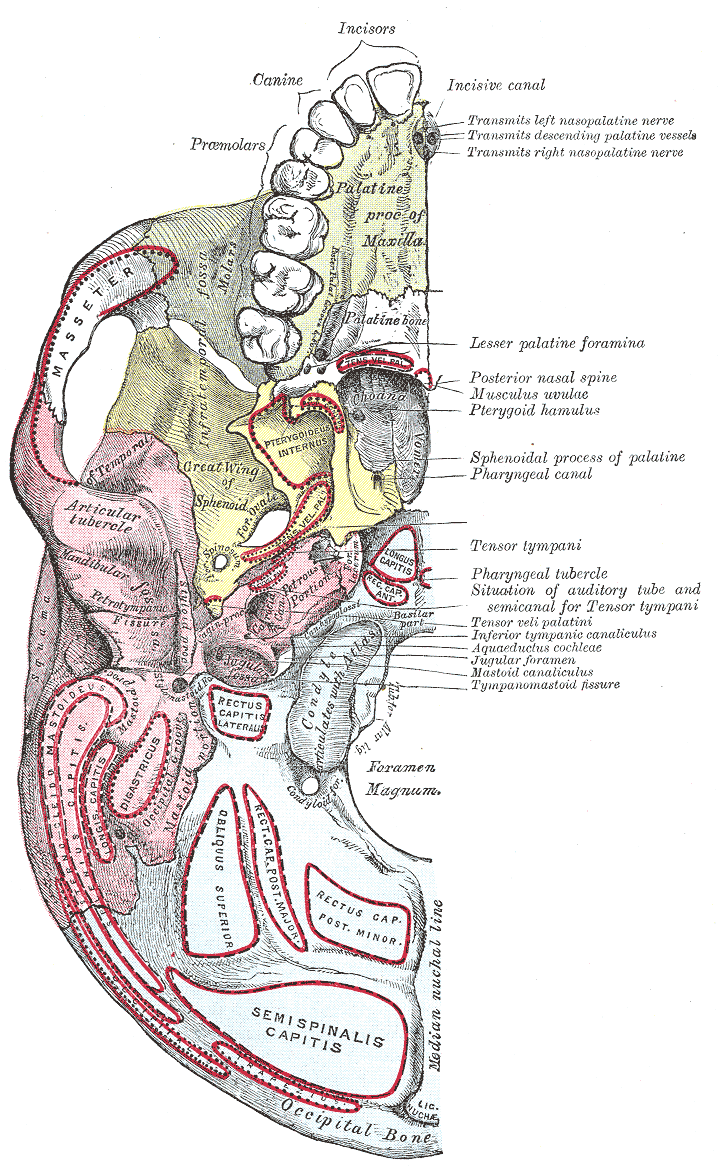

Canalul palatovaginal (Canalis palatovaginalis) este un canal format de șanțul palatovaginal (Sulcus palatovaginalis) situat pe fața inferioară a procesului vaginal al osului sfenoid și un șanț aflat pe procesul sfenoidal al osului palatin. 
Prin canalul palatovaginal trec nervul faringian (Nervus pharyngeus) din ganglionul pterigopalatin și ramurile faringiene ale arterei maxilare (Arteria maxillaris).